# Haunted House (EP)
Haunted House es el tercer EP lanzado por el dúo australiano de electro house y dubstep, Knife Party. Se anunció a través de su página oficial en Twitter el 8 de agosto de 2012. Su lanzamiento se programó para el 6 de mayo de 2013.
El 16 de abril de 2013, Knife Party anunció en su Twitter que sustituyeron la pista "Bagdad" con una versión VIP de Internet Friends.
El 26 de abril, Knife Party lanzó la carátula oficial del EP en su Facebook oficial.
El EP fue puesto a disposición de pre-orden en los Estados Unidos el 27 de abril, con la fecha de lanzamiento confirmada del 6 de mayo.
El 29 de abril el EP se filtró. 
El 6 de mayo se puso a la venta en las tiendas digitales  Beatport y ITunes.

## Lista de canciones
| Haunted House |                          |          |  |
| N.º           | Título                   | Duración |  |
| 1.            | «Power Glove»            | 4:21     |  |
| 2.            | «LRAD»                   | 5:15     |  |
| 3.            | «EDM Death Machine»      | 4:23     |  |
| 4.            | «Internet Friends» (VIP) | 5:01     |  |
| 19:00         |                          |          |  |